# Eben im Pongau
Eben im Pongau – gmina w Austrii. w kraju związkowym Salzburg, w powiecie St. Johann im Pongau. Według Austriackiego Urzędu Statystycznego liczyła 2286 mieszkańców (1 stycznia 2015).
W gminie znajduje się stacja kolejowa.